# M/T Borik
M/T Borik je bio trajekt u sastavu flote hrvatskog brodara Jadrolinije. Izgrađen je 1978. u Kraljevici kao trajekt namijenjen za održavanje linije Zadar - Preko uz svojeg blizanca trajekta Jazine. Ime je dobio po gradskom dijelu Zadra koje se naziva Borik. Najčešće je plovio na linijama zadarskog okružja sve do 2009. godine.Prodan je u Crnu Goru 2009. godine gdje služi kao trajekt za pomoć pri izvođenju hidrograđevnih radova.
M/T Borik je kapaciteta 260 putnika i 30 vozila.

## Vanjske poveznice
|  | Zajednički poslužitelj ima još gradiva o temi M/T Borik |